# Anastazy I (patriarcha Jerozolimy)
Anastazy z Jerozolimy – drugi patriarcha Jerozolimy; sprawował urząd w latach 458–478.